# تلور (بندرگز)
تلور روستایی در دهستان لیوان بخش نوکنده شهرستان بندرگز استان گلستان ایران است.

## جمعیت
بر پایه سرشماری عمومی نفوس و مسکن در سال ۱۳۹۵ جمعیت این مکان ۱٬۰۶۷ نفر (۳۷۰خانوار) بوده‌است.